# زمین‌لرزه ۲۲۶ پیش از میلاد رودس
زمین‌لرزهٔ رودس در سال ۲۲۶ پیش از میلاد جزیرهٔ رودس در یونان را لرزاند و تندیس بزرگ غول رودس را واژگون ساخت. این مجسمه تا تقریباً ۸ سده به‌همان حالت باقی ماند تا آنکه توسط مهاجمان عرب فروخته شد. تاریخ این زمین‌لرزه را اغلب سال ۲۲۶ پیش از میلاد در نظر می‌گیرند اما سال ۲۲۷ پیش از میلاد نیز به‌عنوان دیگر تاریخ وقوع این رویداد مطرح شده‌است.

## پیش‌زمینه
بخشی از جزیرهٔ رودس در مرز بین دریای اژه و صفحه آفریقا قرار دارد. این منطقه از نظر تکتونیکی دارای موقعیت پیچیده‌ایست چنانچه دوره‌هایی از راندگی، کشش و جابه‌جایی امتدادی (راستالغزی) در دوران نئوژن در این منطقه رخ داده است. همچنین این جزیره در دورهٔ پلیستوسن به‌سمت شمال غربی شیب یافت که این بالاآمدگی را به وجود گسلی معکوس در شرق رودس نسبت می‌دهند. همچنین گمان می‌رود که حرکت‌های این گسل معکوس و بالاآمدگی بیش از ۳ متر، سبب‌ساز وقوع زمین‌لرزهٔ رودس در ۲۲۶ سال پیش از میلاد بوده باشد. کانون این زمین‌لرزه دقیقاً مشخص نیست و مکان‌هایی همچون نزدیکی شهر رودس یا جنوب جزیرهٔ سیمی را احتمال می‌دهند.
همچنین برخی منابع این زمین‌لرزه را باعث وقوع سونامی‌ای قابل توجه می‌دانند با این‌حال بررسی‌های جدید مدارک موجود، ارتباط دقیقی را بین این دو رویداد نیافته است.

## تاریخچه
رودس در زمان وقوع زمین‌لرزهٔ سال ۲۲۶ پ. م شهری بندری در ناحیهٔ اژه بود که وجود مجسمهٔ برنزی عظیمی موسوم به غول رودس در نزدیکی بندرگاه آن موجب شهرتش شده بود. همچنین این شهر همراه با اسکندریهٔ مصر جزو شهرهای تجاری مهم دریای مدیترانه به‌شمار می‌رفت و از آنجا که تهدید همسایگان بزرگترش را پشت سر گذاشته بود از احترام کشورهای منطقهٔ مدیترانه برخوردار بود.
تندیس غول رودس پیش از سال ۲۵۰ پ. م و به‌منظور سپاسگزاری از خدایان برای نگهداری از شهر در برابر محاصرهٔ مقدونی‌ها ساخته شده‌بود. برخی نگاره‌های تاریخی این تندیس را در حالت گشاد ایستاده در ورودی بندرگاه نشان می‌دهند که با توجه به تکنولوژی ریخته‌گری برنز در آن زمان کاری تقریباً ناممکن به‌نظر می‌آید.
زمین‌لرزهٔ رودس صدمات قابل توجهی به بخش بزرگی از شهر وارد نمود و بندرگاه و ساختمان‌های تجاری آن را نابود ساخت. این زلزله همچنین تندیس غول رودس را واژگون ساخت و تکه‌های آن تا سده‌ها در نزدیکی بندرگاه باقی ماند. بنا بر نوشته‌های استرابون، این مجسمه از زانو شکسته بود و پیشگویی نیز مردم شهر را از بازسازی آن نهی کرده بود. به‌همین دلیل پیشنهاد پتولمی سوم مصر برای پرداخت هزینهٔ بازسازی مجسمه از سوی رودسی‌ها رد شد. تندیس شکستهٔ غول رودس تا سال ۶۵۴ میلادی در جای خود باقی ماند تا آنکه بنا بر روایات، عرب‌های مهاجم تکه‌های آن را به یک بازرگان یهودی در ادسا فروختند.
بسیاری از شهرهای یونانی سرتاسر منطقه به‌دلیل احترامی که برای فرهنگ و اهمیت شهر رودس قائل بودند برای کمک در بازسازی شهر اعلام آمادگی کرده و دست کم ۲ شهر در این میان با معاف‌نمون رودس از پرداخت عوارض گمرکی یاریش نمودند.